# 塔河
塔河，位于中华人民共和国黑龙江省西北部，是呼玛河右岸支流，源流称鲁额大他莫河，发源于大兴安岭地区新林区塔源镇西北伊勒呼里山西端北坡，东南流至塔源镇转东北流，经新林区新林镇、大乌苏镇、碧洲镇、翠岗镇、塔尔根镇等地，于塔河县县城塔河镇东南汇入呼玛河。河流全长187千米，河道平均比降2.34‰，流域面积6589平方千米。年均径流量16.29亿立方米。塔河流域森林资源丰富，森林覆盖率69%。流域内多年冻土发育。水质符合中国国家Ⅱ类水质标准。